# ليندسي بيرغ
ليندسي بيرغ (بالإنجليزية: Lindsey Berg)‏ (16 يوليو 1980 في الولايات المتحدة - ) هي لاعب كرة طائرة شاطئية ولاعبة كرة طائرة الولايات المتحدة في مركز ممرر ‏. شاركت في الألعاب الأولمبية الصيفية 2008 والألعاب الأولمبية الصيفية 2004 والألعاب الأولمبية الصيفية 2012. ولعبت مع نادي فنربخشة للكرة الطائرة للسيدات.

## وصلات خارجية
- ليندسي بيرغ على موقع الاتحاد الأوروبي (الإنجليزية)
- ليندسي بيرغ على موقع قاعدة بيانات الكرة الطائرة الشاطئية (الإنجليزية)
- ليندسي بيرغ على موقع عالم الكرة الطائرة (الإنجليزية)
- ليندسي بيرغ على موقع دوري الدرجة الأولى الإيطالي للكرة الطائرة - سيدات (الإيطالية)
- ليندسي بيرغ على موقع أوليمبيديا (الإنجليزية)
- ليندسي بيرغ على موقع اللجنة الأولمبية والبارالمبية الأمريكية (الإنجليزية)
- ليندسي بيرغ على موقع قاعة هاواي للمشاهير الرياضية (مؤرشف) (الإنجليزية)